# Warcraft, el juego de rol
Warcraft, el juego de rol, (traducido del inglés Warcraft: The Role-Playing Game) es un juego de rol basado en el videojuego de mismo nombre. Ha sido publicado en dos ediciones : Warcraft: The Roleplaying Game y World of Warcraft: The Roleplaying Game, siendo el primero compatible con Dungeons & Dragons y el segundo abierto a la Licencia Abierta de Juegos. Aparece en el año 2003 distribuido por Sword and Sorcery y es una marca registrada de Blizzard Entertainment. Warcraft, el juego de rol extrapola los videojuegos originales del universo de Warcraft a los juegos de rol.

## Warcraft: The Roleplaying Game
Warcraft: The Roleplaying Game es el juego que traduce las experiencias del videojuego epónimo a un juego de rol completamente compatible con el sistema de juego de Dungeons & Dragons conocido como sistema d20. En relación con dicho universo de juego el juego está situado después de la Tercera Guerra y derrota de la Legión ardiente. Las distintas razas luchan por reconstruir sus naciones y vivir nuevamente en paz, pero las tensiones posteriores a la guerra suelen acabar en violencia, mientras las fuerzas de los demonios y los muertos vivientes todavía rondan por el mundo de Azeroth.

## World of Warcraft: The Roleplaying Game
World of Warcraft: The Roleplaying Game es la segunda edición de Warcraft: The Roleplaying Game e incluye los elementos del videojuego de rol multijugador masivo en línea World of Warcraft. También se trata de un juego autónomo en tanto que admite modificaciones libres de acuerdo con los términos de la Open Game License. La libertad ganada permite a los jugadores aproximarse mejor a los personajes del universo de Warcraft y crear los propios con mejores herramientas en el sistema d20. La historia se sitúa justo después del ataque de Kul Tiras contra la Horda en Kalimdor y el desequilibrio causado a la Tregua entre Jaina Proudmoore y Thrall.

## Sistema de juego
- El sistema de juego de Warcraft: The Roleplaying Game es el mismo que el de la tercera edición del juego de rol Dungeons & Dragons.
- El sistema de juego de World of Warcraft: The Roleplaying Game es el conocido sistema d20 de la licencia OGL (Open Game License).

## Traducciones en castellano
En noviembre de 2004 la editorial madrileña La Factoría de Ideas tradujo al castellano y publicó Warcraft: The Role-Playing Game con el título Warcraft, el juego de rol.